# Mikrogram
Mikrogram är en SI-enhet som motsvarar 10−6 gram, alltså ett miljondels gram. SI-symbolen för mikrogram är µg. För läkemedel brukar man skriva mcg, eftersom det förekommit misstolkningar i handskrivna recept av µg som mg, milligram.
Namnet kommer från SI-prefixet mikro, som är lika med en miljondel. En äldre benämning för ett mikrogram var gamma (symol: γ).